# 嘉例川駅
嘉例川駅（かれいがわえき）は、鹿児島県霧島市隼人町嘉例川にある、九州旅客鉄道（JR九州）肥薩線の駅である。駅舎は県内最古で国の登録有形文化財に登録されており、所有者である地元自治体の管理下にある。2022年（令和4年）までは全国でも珍しい特急が停まる無人駅であった。

## 歴史
1903年（明治36年）1月15日に営業を開始した。当時は駅長と出札係兼電信係1名と駅夫5名で運営されていた。駅長の月給は19円80銭であった。妙見温泉への入口の駅であり、湯治客は自前の布団を鉄道便で別送し、駅から温泉宿まで担ぎ屋が運んだことから、貨物扱いもあり、駅員も複数名常駐し大いに賑わった。
1920年（大正9年）3月30日、当時の皇太子（昭和天皇）が駅から約3キロメートル西にある高屋山上陵参拝のため乗降した。宮崎駅からの臨時列車で午前11時に到着し鹿児島県知事らの出迎えを受け、駅から人力車で山陵へ向かった。東郷平八郎も同行していた。午後0時45分に駅へ戻り、同50分に川内町駅（後の川内駅）へ向けて出発した。小雨の降る中、沿道には出迎えのために4万人以上の住民が集まった。
昭和40年代までは、十三塚原への肥料や作物の積み下ろしで活況を呈していたが、1984年（昭和59年）に無人化された。
2003年（平成15年）に開駅100周年祝賀会を元駅員らが企画しJR九州に具申するも小さな無人駅ゆえに相手にされなかったため、自力で賛同者を集め、祝賀会当日に1,300人を集客。この実績から、2004年（平成16年）3月13日開業の九州新幹線の経済的な波及効果を高めるために運転される特急列車「はやとの風」の停車が決まり、積極的なPRが始まった。はやとの風は当駅に約5分間停車するため、停車時間内に駅舎の見学や記念撮影などが可能である。祝賀会後、当時の地元の隼人町では築100年を迎えた駅舎を貴重な文化財であるとして、2003年度一般会計補正予算に計上した予算18万1000円でJR九州から購入して、合わせて周辺の整備を進め、駅舎では物販やコンサート開催など活用されるようになった。
九州新幹線開業後にメディアなどでも報道され知名度を上げた。名誉駅長委嘱駅である。

### 年表
- 1903年（明治36年）1月15日：国分（現在の隼人駅） - 横川（現在の大隅横川駅）間が開通したのに伴い、鉄道作業局が開設[12][8]。
- 1962年（昭和37年）9月20日：貨物取扱廃止[13]。
- 1984年（昭和59年）2月1日：荷物扱い廃止[13]。無人駅となる[10]。
- 1987年（昭和62年）4月1日：国鉄分割民営化により九州旅客鉄道が継承[14]。
- 2003年（平成15年）1月12日：開業百周年記念事業が行われる[15][16]。
- 2006年（平成18年）3月2日：駅本屋が登録有形文化財になる[17]。
- 2007年（平成19年）11月30日：南九州近代化産業遺産群の物資輸送関連遺産の1つとして選ばれる[18]。
- 2010年（平成22年）4月25日：新しい大型駐車場の完成を祝って記念式典を開催[19]。

## 駅構造
単式ホーム1面1線を有する地上駅で、木造駅舎を有する。無人駅であり、単式ホームの向かい側には使用されなくなった島式ホームが残っている。駅前広場は手狭でバスが乗り入れる際の安全上の問題があり、鹿児島県の「魅力ある観光地づくり事業」の予算と霧島市の負担により、駅から約150 mの位置に約1,550 平方メートルの駐車場が整備され、2010年（平成22年）4月25日に完成記念式典が開かれた。その後、2013年（平成25年）5月1日より駅前まで「妙見路線バス」が乗り入れている。
駅舎は開業当初からの木造建築で、鹿児島県内の駅本屋としては大隅横川駅駅舎と並び最古の存在。明治33年の逓信省鉄道作業局「停車場定規」に定められた駅舎の規格設計図のうち最小規模の五等停車場の図面を参考に建設されたと推測されている。
2004年（平成16年）、旧・隼人町が保護のため買収し、2006年（平成18年）には登録有形文化財に登録された。駅舎は地元のボランティアによって整備・清掃される。駅前は砂利が敷き詰められ、駅頭にはカイヅカイブキの大木がある。なお、当駅には駅ノートが置いてある。

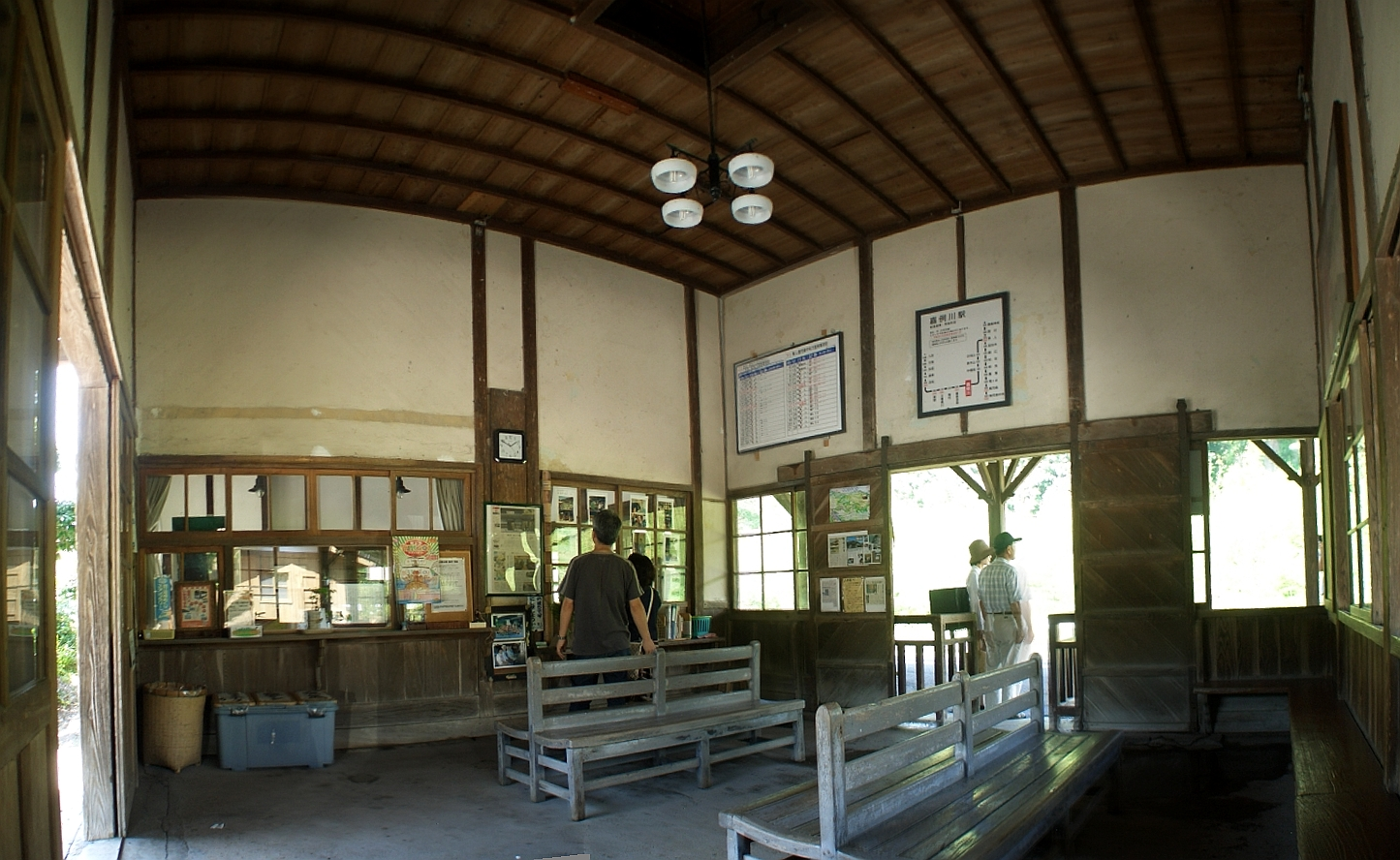
待合室の様子
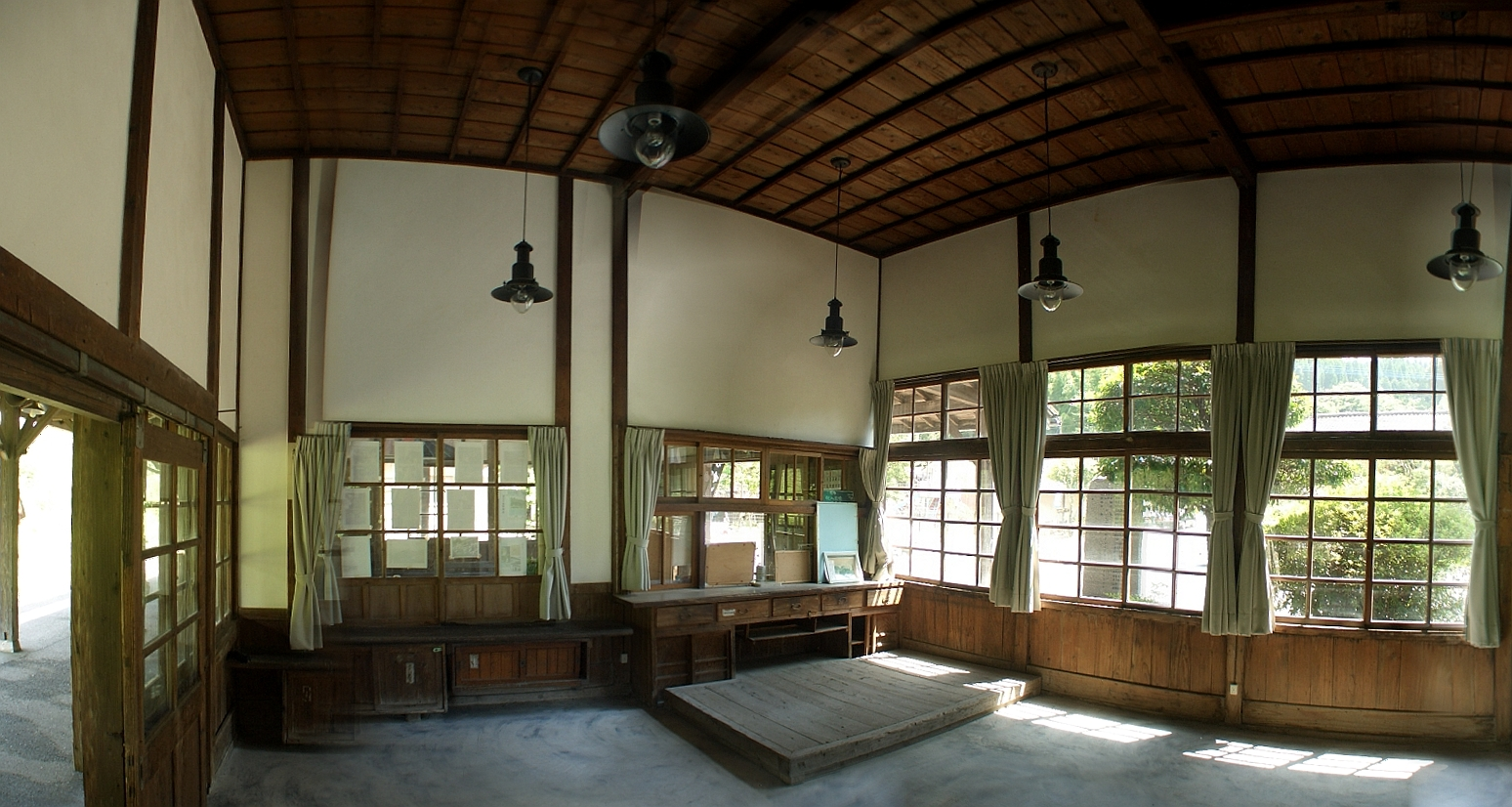
旧待合室の再現も展示されている
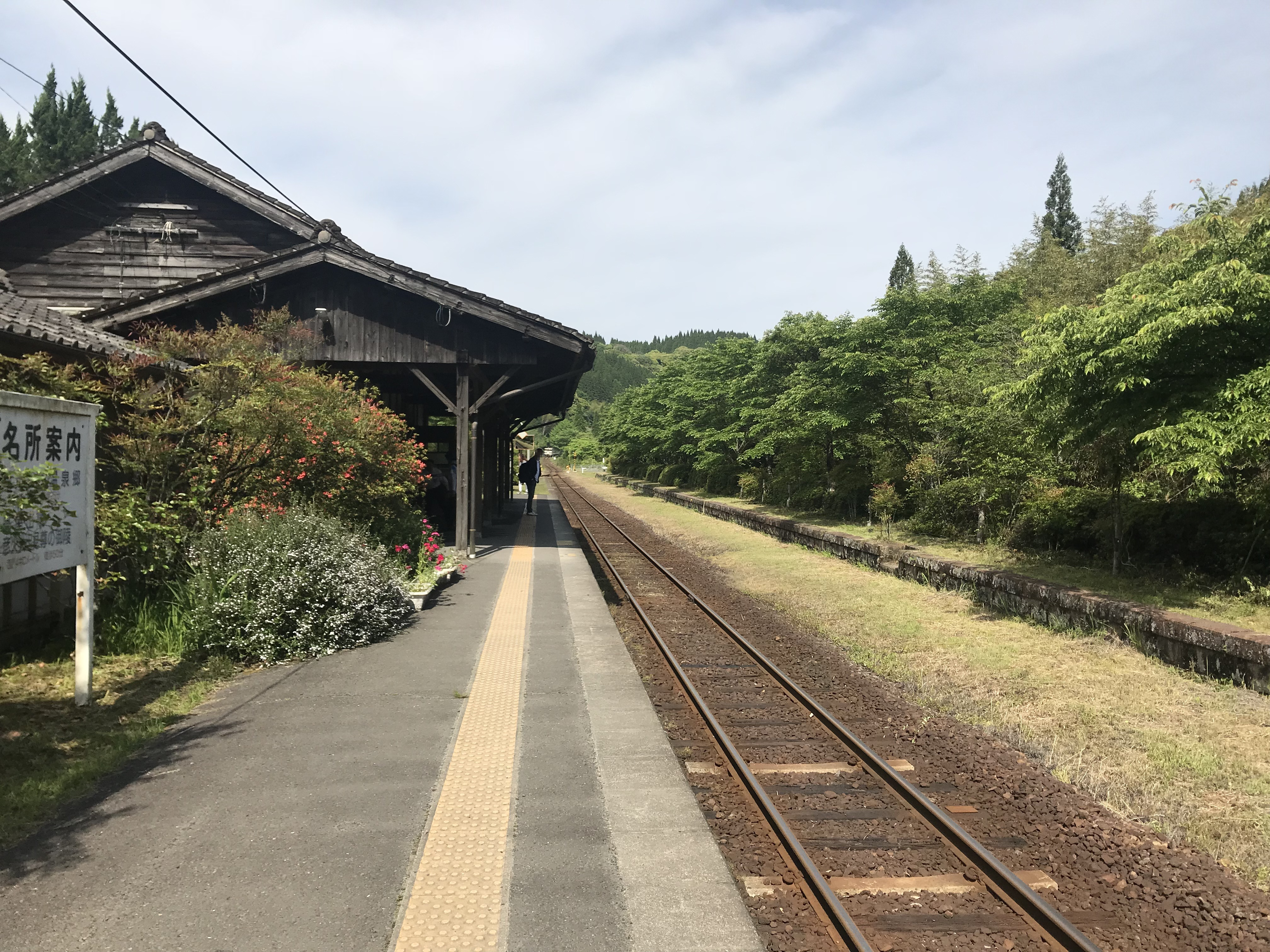
構内の様子（2018年5月）
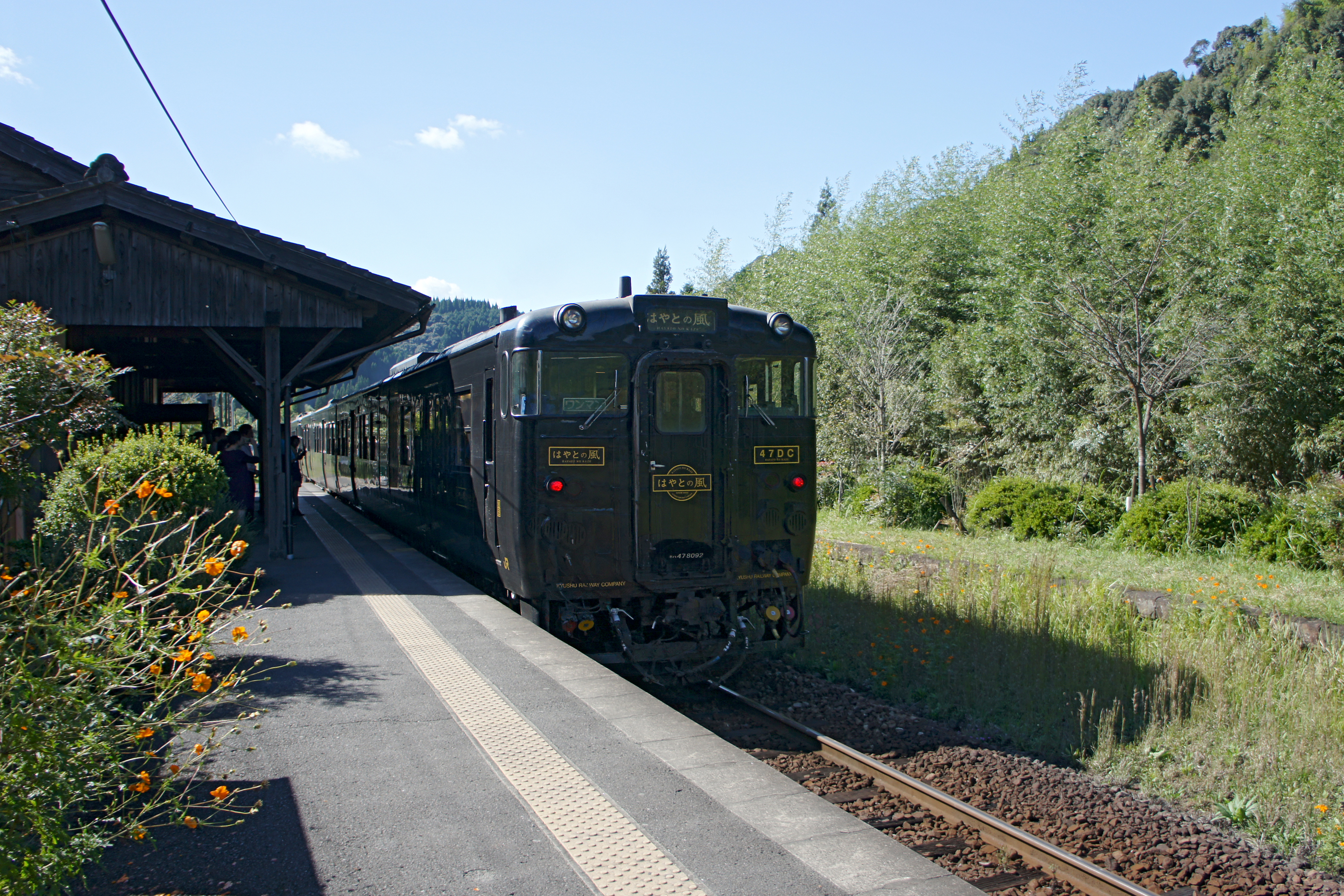
はやとの風が停車中

## 駅弁

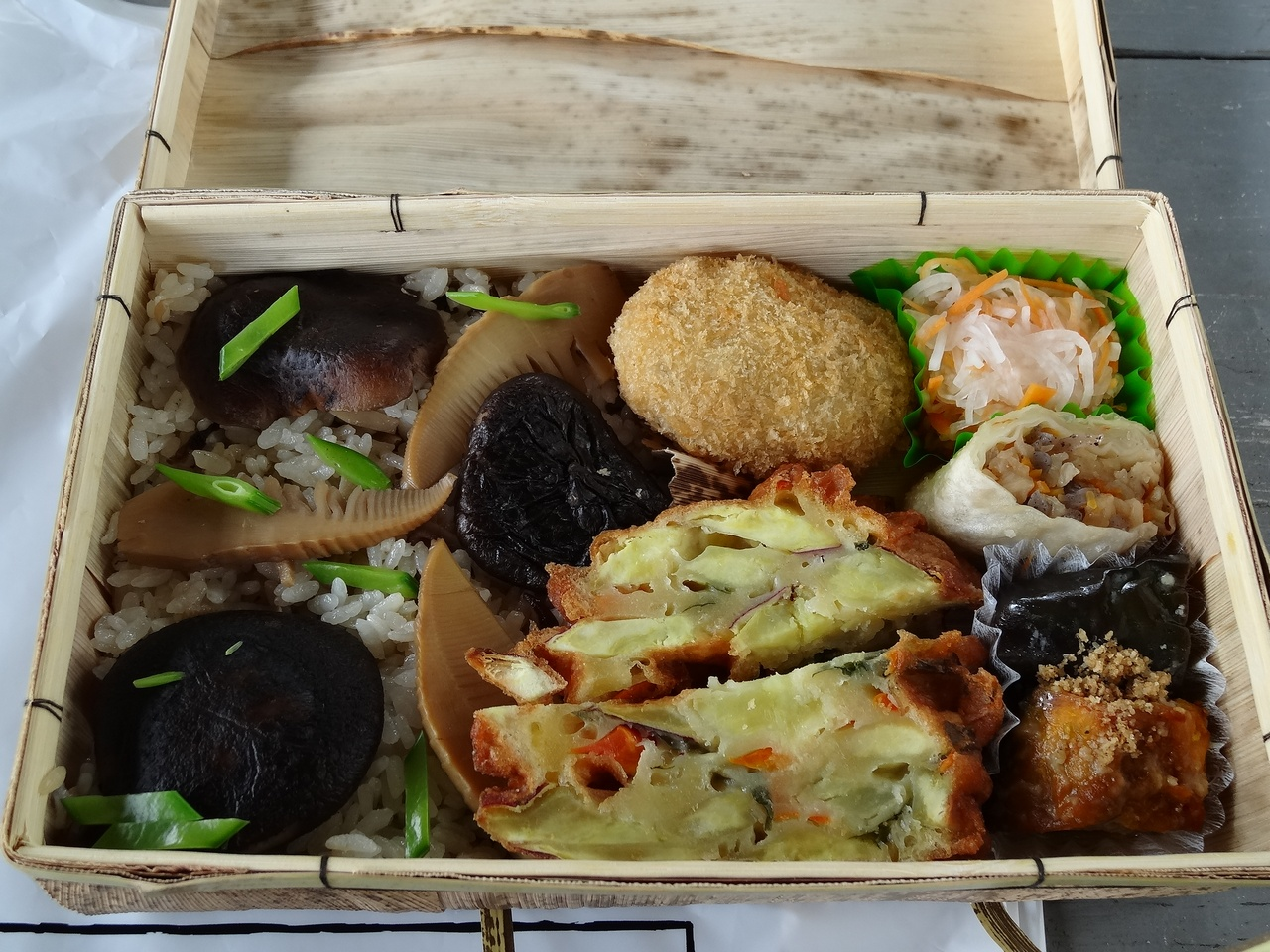
『百年の旅物語かれい川』

2004年（平成16年）の特急「はやとの風」運転開始記念に一日限定で販売したところ好評を得たため、その後は、土曜・日曜・祝日に限り、霧島市にある弁当製造業「森の弁当やまだ屋」が製造する『百年の旅物語かれい川』（通称「かれい川弁当」）が発売開始されている。土曜と日曜に駅舎内で発売している。
内容物は概ね竹の子ご飯（たけのこ、しいたけ、さやえんどう）、春巻き、なます（大根、人参）、コロッケ、田楽（なす、かぼちゃ）、がね（天ぷらの一種で、さつま芋と人参、ニラ、生姜が入った鹿児島の代表的な郷土料理。ガネは鹿児島の方言で蟹のことで、揚げたあとの形が蟹に似ていることからそう呼ばれる）で構成されている。
県内外問わず人気が高く、JR九州主催の「九州の駅弁ランキング」では、2004年（平成16年）度で4位になり、2009年（平成21年）度まで3年連続で第1位に輝いており、（その後、駅弁グランプリの休止などもあったが）2024年にも再びグランプリを取得している。また、1日100食しか製造されておらず、嘉例川駅でしか購入できないことからテレビ番組などでは「幻の駅弁」と称される。
2013年には第2弾として『花の待つ駅かれい川』が発売開始。2021年にJR九州が九州新幹線全線開業から10周年を記念し開催した「九州新幹線 駅弁シリーズ2021」では総合優勝、2023年に開催した「第13回九州駅弁グランプリ」から2年連続でグランプリに輝いた。
さらに、「かれい川弁当」のミニサイズ版である『筍』が発売開始され、こちらは「第12回九州駅弁グランプリ」で3位になっている。
『百年の旅物語かれい川』に限り特急「はやとの風」の車内でも販売を行っているが2日前までに事前予約が必要である。特急「はやとの風」運行終了後も土曜・日曜・祝日の販売が行われている。
JTB時刻表には以下のように掲載されている。
- 花の待つ駅 かれい川（土曜・休日のみ販売）
- 百年の旅物語「かれい川」（土曜・休日のみ販売）

## 利用状況
- 2016年度の1日平均の乗車人員は35人である。

| 年度 | 1日平均 乗車人員 | 1日平均 乗降人員 |
| ---- | ---------------- | ---------------- |
| 2000 | 33               |                  |
| 2001 | 25               |                  |
| 2002 | 40               |                  |
| 2003 | 40               |                  |
| 2005 | 36               |                  |
| 2006 | 29               |                  |
| 2007 | 30               | 61               |
| 2008 | 32               | 65               |
| 2009 | 35               | 74               |
| 2010 | 39               | 83               |
| 2011 | 47               | 99               |
| 2012 | 37               | 80               |
| 2013 | 35               | 75               |
| 2014 | 33               | 71               |
| 2015 | 38               | 80               |
| 2016 | 35               | 73               |

## 駅周辺
山間の小駅で、駅の周りには嘉例川にそって小さな集落が開けているのみである。当駅は新川渓谷温泉郷への入口駅の1つともなっている。駅から南へ下ると鹿児島空港に至るが、駅からやや離れている。
- 嘉例川簡易郵便局
- かれい川小さな博物館

地域住民たちがかつての農機具や生活民具を持ち寄って展示した住民立博物館。懐かしいだけでなく、嘉例川の生活文化もかいま見ることができる。日曜日のみ開館だが、予め頼めば平日でも開館してくれる。また依頼すれば博物館案内人にガイドもしてもらえる。
当駅および隣の中福良駅周辺の山林は中国人の不動産会社が所有しており、大規模伐採による影響や水資源の不安などが問題視されている。

### バス路線
駅前と付近に1ヵ所ずつ停留所があるので、まとめて解説する。
嘉例川駅
- 霧島周遊観光バス（霧島山コース〈りょうま号〉）[35]
  - 国分駅前（※土曜・休日に片方向のみ運行。予約優先）
- 鹿児島交通（妙見路線バス）[36]
  - 国分駅前（隼人駅前方面） / 鹿児島空港

※2013年（平成25年）5月1日から、当駅へ路線バスが乗り入れを開始した。
嘉例川
- 鹿児島交通（旧・いわさきバスネットワーク）[37]
  - 霧島いわさきホテル / 鹿児島空港

※鹿児島県道56号隼人加治木線に設けられた停留所。

## 駅猫

### にゃん太郎
2015年11月頃から駅にネコが居着いて「にゃん太郎」と名付けられた。このネコは2016年5月に嘉例川観光大使に任命されることとなった。性別はオス。にゃん太郎は人々に愛されながら2020年7月11日に天寿を全うした。

### さんちゃん
2021年10月頃から駅にネコが居着いて「さんちゃん」と名付けられた。性別はメス。2022年3月13日に2代目嘉例川観光大使に任命された。

## その他
- 忌野清志郎のシングル曲『Oh! RADIO』のプロモーションビデオの撮影場所となった[41]。

## 隣の駅
九州旅客鉄道（JR九州）
■肥薩線
霧島温泉駅 - 嘉例川駅 - 中福良駅